# Gaiola das Popozudas
Gaiola das Popozudas foi um grupo musical feminino de funk carioca criado no ano 2000. O grupo é considerado um dos precursores do funk carioca feminino no início dos anos 2000. Entre os maiores sucessos estiveram "Late que Eu Tô Passando", "Agora Sou Solteira", "My Pussy É o Poder" e "Quero te Dar". Em 2012 Valesca Popozuda deixou o grupo e sua irmã Gessica Santos assumiu os vocais até 2013.

## História

### 2000–2005: Grupo de dança e primeiras gravações
O grupo foi formado no ano 2000 pelo produtor Pardal e a dançarina Valesca Popozuda, tendo o nome inspirado no filme franco-italiano A Gaiola das Loucas, em uma época em que o funk carioca estava em plena expansão no Rio de Janeiro. Inicialmente a formação contava com Valesca, Daniele, Rose e Priscila, que dançavam de biquini dentro de grandes gaiolas instalados nos baile funk, se tornando uma febre nas noites das favelas cariocas e até mesmo atração turística para estrangeiros. Em 2004 Pardal decidiu transformar a Gaiola em um grupo musical, percebendo o potencial do projeto e a escassez de mulheres cantando funk naquele início, colocando Valesca como vocalista. Pela Furacão 2000, a primeira música de trabalho foi "Vai Danada", que chegou em uma versão suave para as rádios e outra explícita, renomeada de "Siririca (Vai Danada)" para as comunidades, rendendo ao grupo uma pequena participação no seriado Cidade dos Homens, da Rede Globo. A segunda música de trabalho, chamada "Ô Darcy", obteve sucesso semelhante.
Em 2005 "Vai Danada" se tornou uma das músicas tema da personagem Raíssa, de Mariana Ximenes, na novela América, embora não tenha entrado no álbum de trilha sonora por questão de direitos autorais. Com o estouro, o grupo passou na fazer shows grandes e se apresentar em eventos de até 20 mil pessoas, emplacando outros sucessos como ""A Porra da Buceta é Minha" e "Vem Cristiano". Tal sucesso acabou chegando aos ouvidos do DJ estadunidense Diplo, que estava no Brasil na época, e decidiu fazer dois remixes de "Ô Darcy" e "Vem Cristiano" para sua mixtape FabricLive.24, cujo foram relançadas nas rádios cariocas trazendo os créditos do artista junto para dar maior visibilidade ao grupo. 
 Diplo também se inspirou nas músicas da Gaiola para produzir canções para a britânica M.I.A. na época. A projeção fora das comunidades não só trouxe bons frutos, mas também o grupo se tornou alvo da imprensa tradicional pelas letras das músicas com conteúdo sexual e xingamentos.

### 2006–2012: Sucesso e turnês internacionais
Em 2006 o grupo começou a aparecer pela primeira vez em programas de televisão como Superpop, Sabadaço e Fantástico, além de ganhar notoriedade internacional, fazendo shows no Chile, México e Estados Unidos. Nessa turnê o grupo contou com uma dançarina com nanismo. Chegaram a se apresentar para 40 mil pessoas. Na época também o grupo lançou o sucesso "Um Otário para Bancar" para o DVD Furacão 2000 Twister: Só Pra Esculachar, sendo uma resposta feminina para "Tem Que Ter uma Amante", de MC Mascote. Em 2007 o grupo conseguiu furar a bolha social e tocar em grandes rádios em todo território nacional com as faixas "Agora Eu Tô Solteira" e "Late que Eu Tô Passando", que se tornaram seus maiores sucessos. Com repercussão das canções mais leves, o grupo percebeu que precisaria investir em duas versões de suas canções: uma explícita para as comunidades e outra editada sem conteúdo sexual para as rádios tradicionais. "Late que Eu Tô Passando" foi tema de Rakelli, de Isis Valverde, na novela Beleza Pura.
Em 2008 o grupo fez sucesso com o proibidão "Agora Virei Puta" e gerou polêmica com duas músicas: "Fruta Tá na Feira", uma resposta às Mulheres-Fruta surgidas no cenário funk, e "Funk do Lula", no qual Valesca cantava que o presidente Luiz Inácio Lula da Silva olhou para seu bumbum. Em 2009, com a popularização da internet e o acesso a músicas digitais, o grupo conseguiu atingir um novo pico de sucesso com as faixas "Tô com o Cu Pegando Fogo", "My Pussy É o Poder", "Quero Te Dar" e "Bebida Que Pisca", chegando a se apresentar no MTV Video Music Brasil. Nessa época o grupo realizou duas turnês internacionais na Europa e Estados Unidos, realizado mais de 50 shows fora do país. Em 2011 a Gaiola lançou suas duas últimas músicas: "A Foda Tá Liberada" e "Hoje Eu Não Vou Dar, Eu Vou Distribuir", inspirada na frase dita por Deborah Secco no filme biográfico Bruna Surfistinha. Em 2012 o grupo trouxe uma dançarina transsexual.

### 2012–13: Saída de Valesca e nova vocalista
Em 2012 Valesca deixou os vocais do grupo para se dedicar à carreira solo, deixando sua irmã Gessica Santos como vocalista até 2013.

## Controvérsias
Em 2009, o grupo foi alvo de uma controvérsia, iniciada no ano anterior, com o então presidente Luiz Inácio Lula da Silva. Em seu ensaio para a revista Playboy, Valesca posou nua em cima de uma foto do presidente. A admiração teria surgido quando Lula visitou o Complexo do Alemão em 2008, e o complexo de Manguinhos no começo de 2009, quando o presidente e o grupo participaram dos eventos que aconteciam nestas comunidades na ocasião. Logo após é lançado o single "Funk do Lula", em que dizia "conheci o Lula no Complexo do Alemão, e ele não tirou o olho do meu popozão".

## Integrantes
Vocalistas
- Valesca Popozuda (2000–2012)
- Géssica Santos (2012–2013)

Dançarinas
- Daniele Silva (2000–2003)
- Rose Mendes (2000–2003)
- Andressa Soares (2004)
- Andréia Mendes (2004–2007)
- Rafaela Felizardo (2004–2008)
- Juliana Portela (2004–2008)
- Luanda Silva (2004–2008)
- Cibere Almeida (2004–2008–2011)
- Déborah Santos (2008–2010)
- Fabiana Braga (2009–2010)
- Jéssica Rodrigues (2009–2012)
- Vanessa Silva (2010–2012)
- Natalia Bazuk (2011)
- Camila Werneck (2012–2013)
- Pryscila Silva (2012–2013)

## Discografia

### Álbuns de estúdio
| Álbum                        | Detalhes                                                                       |
| ---------------------------- | ------------------------------------------------------------------------------ |
| Gaiola das Popozudas - Vol.1 | - Lançamento: 7 de janeiro de 2010 - Formatos: CD - Gravadora: Independente[A] |

### Extended plays(EPs)
| Álbum                | Detalhes                                                                                       |
| -------------------- | ---------------------------------------------------------------------------------------------- |
| Gaiola das Popozudas | - Lançamento: 14 de fevereiro de 2013 - Formatos: Download digital - Gravadora: Pardal Records |

### Singles
| Canção                                                                  | Ano  | Álbum                         |
| ----------------------------------------------------------------------- | ---- | ----------------------------- |
| "Siririca (Vai Danada)" / "Vai Danada"                                  | 2004 | Não adicionado à nenhum álbum |
| "Ô Darcy" (com Diplo)                                                   | 2005 | FabricLive.24                 |
| "Vem Cristiano" (com Diplo)                                             | 2005 | FabricLive.24                 |
| "A Porra da Buceta é Minha"                                             | 2005 | Não adicionado à nenhum álbum |
| "Fiel É o Caralho"                                                      | 2006 | Não adicionado à nenhum álbum |
| "Um Otário Pra Bancar"                                                  | 2006 | Furacão 2000 Twister          |
| "Comece a Me Chupar" / "Comece a Rebolar"                               | 2006 | Gaiola das Popozudas - Vol.1  |
| "Agora Eu Sou Piranha" / "Agora Eu Tô Solteira"                         | 2007 | Gaiola das Popozudas - Vol.1  |
| "Late que Eu Tô Passando"                                               | 2007 | Gaiola das Popozudas - Vol.1  |
| "Agora Virei Puta (Larguei o Meu Marido)"                               | 2008 | Gaiola das Popozudas - Vol.1  |
| "Fruta Tá na Feira"                                                     | 2008 | Não adicionado à nenhum álbum |
| "Solta Essa Porra" (part. Mc Copinho)                                   | 2008 | Gaiola das Popozudas - Vol.1  |
| "Hoje eu Vou Beber"                                                     | 2009 | Gaiola das Popozudas - Vol.1  |
| "Não Sou Mais Menina"                                                   | 2009 | Não adicionado à nenhum álbum |
| "Funk do Lula"                                                          | 2009 | Não adicionado à nenhum álbum |
| "Tô com o Cu Pegando Fogo" / "Tô que Tô Pegando Fogo" (part. Mr. Catra) | 2009 | Não adicionado à nenhum álbum |
| "A Guerra Começou"                                                      | 2010 | Não adicionado à nenhum álbum |
| "My Pussy É o Poder" / "Minha Buceta É o Poder"                         | 2010 | Gaiola das Popozudas - EP     |
| "Quero Te Dar"                                                          | 2010 | Gaiola das Popozudas - EP     |
| "Bebida Que Pisca"                                                      | 2010 | Gaiola das Popozudas - EP     |
| "Hoje Eu Não Vou Dar, Eu Vou Distribuir"                                | 2011 | Gaiola das Popozudas - EP     |
| "A Foda Tá Liberada" / "A Soda Tá Liberada"                             | 2011 | Gaiola das Popozudas - EP     |

### Participações
| Canção                                                      | Ano  | Álbum |
| ----------------------------------------------------------- | ---- | ----- |
| "Boto ou Não Boto?" (Dennis DJ part. Gaiola das Popozudas)  | 2006 | —     |
| "Mundo Se Acabando" (Os Ousados part. Gaiola das Popozudas) | 2007 | —     |
| "É Nesse Clima" (Bonde do Tesão part. Gaiola das Popozudas) | 2010 | —     |

### Outras aparições
| Canção                     | Ano  | Outro(s) artista(s) | Álbum                          |
| -------------------------- | ---- | ------------------- | ------------------------------ |
| "Mamãe, Eu Quero"          | 2007 | —                   | O Bonde das Marchinhas         |
| "As Super Poderosas"       | 2005 | —                   | Colors Music: Rio Funk         |
| "Passinho das Cachorronas" | 2009 | —                   | Bundayness Funk Club - Vol. 10 |
| "Me Dê Amor"               | 2014 | Sango               | Da Rocinha 2                   |